# Bernhard Polefka
Bernhard Polefka SVD (* 17. Mai 1910 in Bobrek, Oberschlesien; † 21. Dezember 1942 in der Provinz Henan, China) war ein deutscher römisch-katholischer Geistlicher, Steyler Missionar und Märtyrer.

## Leben
Bernhard Maximilian Polefka wurde am 17. Mai 1910 in Bobrek als 3. von 8 Kindern in der Familie August und Ida, geb. Jüttner geboren. Nach Abschluss der Volksschule in Orzegów am 20. April 1925 begann er seine Ausbildung im unteren Priesterseminar im Haus des Heiligen Kreuzes in Neisse/Nysa. 1934 trat er nach dem Abitur bei den Steyler Missionaren ein und absolvierte das Noviziat im Missionshaus St. Gabriel in Mödling. Am 8. September 1938 legte er seine feierliche Profess ab und wurde am 17. Dezember desselben Jahres zum Diakon geweiht. Nach der Priesterweihe am 24. August 1939 reiste er im September 1940 über Sibirien zur weiteren Ausbildung in die China-Mission der Provinz Shandong. Da ihm 1941 die ursprünglich vorgesehene Mission in der Provinz Kansu aus politischen Gründen verwehrt war, ging er in die Mission Xinxiang im Norden der Provinz Henan. Dort wurde er im Dezember 1942 an einem unbekannten Ort (je nach Quelle) erschossen oder lebendig begraben.

## Gedenken
Die Römisch-katholische Kirche in Deutschland nahm Pater Bernhard Polefka als Märtyrer in das deutsche Martyrologium des 20. Jahrhunderts auf.